# Бахреински динар
Бахреински динар (арапски: دينار) је званична валута у Бахреину. Скраћеница за динар је BD а међународни код BHD. Симбол за динар је .د.ب. Динар издаје Централна банка Бахреина. У 2008. години инфлација је износила 7%. Један динар састоји се од 1000 филса.
Пре динара коришћен је индијски рупи и заливски рупи. Када је драстично опала вредност рупија, и везаних валута, влада Бахреина је 11. октобра 1965. пустила у оптицај сопствену валуту. Данас је бархеински динар везан за амерички долар.
Постоје новчанице у износима ½, 1, 5, 10 и 20 динара и кованице 5, 10, 25, 50 и 100 филса.